# Mark Forster
Mark Forster, właściwie Mark Ćwiertnia (ur. 11 stycznia 1983 w Kaiserslautern) – niemiecki piosenkarz polskiego pochodzenia oraz autor tekstów piosenek, zwycięzca Konkursu Piosenki Bundeswizji 2015.

## Życiorys
Jego matka pochodzi z Warszawy. On sam dorastał w palatynackim Winnweiler. Później przeniósł się do Berlina, gdzie jako pianista, wokalista i autor tekstów pisał m.in. muzykę oraz dżingle dla telewizji.
W 2010 podpisał kontrakt z wytwórnią Four Music. W styczniu i lutym 2012 występował jako support podczas trasy koncertowej Laitha Al-Deena. 18 maja 2012 wydał swój pierwszy singel „Auf dem Weg”, a 1 czerwca tego samego roku – debiutancki album studyjny, zatytułowany Karton. Piosenki z płyty zostały nagrane z producentem Ralfem Christianem Mayerem i koproducentem Sebastianem Böhnischem w Niemczech, Francji i Hiszpanii.
Wystąpił gościnnie na wydanym 15 listopada 2013 singlu „Einer dieser Steine” rappera Sido, który zrewanżował się Markowi występując w utworze „Au revoir”, pierwszym singlu z drugiego albumu Bauch und Kopf. Utwór dotarł do 2. miejsca najpopularniejszych singli w Niemczech i Austrii oraz 6. w Szwajcarii, a także uzyskał status diamentowej płyty w Niemczech za sprzedaż ponad miliona egzemplarzy. Jest to dotychczas najlepiej sprzedająca się niemieckojęzyczna piosenka rapowa.
W 2015 występował w trzeciej edycji programu The Voice Kids w roli opiekuna i członka jury wraz z Leną Meyer-Landrut i Johannesem Strate. 21 sierpnia 2015 ukazał się jego trzeci singel „Bauch und Kopf”, z którym tydzień później zajął pierwsze miejsce podczas Bundesvision Song Contest. Pod koniec 2015 roku stworzył razem z Felixem Jaehnem projekt Eff, w ramach którego został wydany singel „Stimme”. Utwór dotarł do 1 miejsca najpopularniejszych singli w Niemczech, gdzie spędził 3 tygodnie, a dzięki łącznej sprzedaży ponad 400 tys. egzemplarzy uzyskał status platyny w tym kraju.
1 kwietnia 2016 wydał „Wir sind groß”, pierwszy singel zwiastujący jego trzeci album studyjny, zatytułowany TAPE, który miał swoją premierę 3 czerwca 2016. Jako drugi singel promujący krążek wybrano utwór „Chöre”, który znalazł się również na soundtracku promującym film Willkommen bei den Hartmanns. 21 kwietnia 2017 ukazał się kolejny singel pt. „Sowieso”, a 22 września jako ostatni singel promujący album wybrano utwór „Kogong”.
Jesienią 2017 zastąpił Andreasa Bourani na fotelu jurora w programie The Voice of Germany. W grudniu 2017, podczas koncertu bożonarodzeniowego „Sing mein Song – Das Weihnachtskonzert” w telewizji VOX, po raz pierwszy zaśpiewał publicznie w języku polskim. Wykonał wtedy kolędę „Lulajże Jezuniu”. W kwietniu 2018 wystąpił ponownie jako juror The Voice Kids. Podczas rozdania nagród Echo swoją premierę miał utwór „Like a Lion”, który został nagrany z gościnnym udziałem Gentleman. Podczas tej samej ceremonii Forster otrzymał nagrodę dla najlepszego artysty pop w Niemczech.
16 listopada 2018 roku ukazał się czwarty album Forstera pt. Liebe. Pierwszym singlem promującym krążek, został wydany 5 października 2018 roku utwór „Einmal”.
Kilka razy występował jako gospodarz w programie „Sing’ meinen Song”

## Dyskografia

### Albumy
| Rok  | Tytuł          | Notowania     | Notowania    | Notowania    | Uwagi                                           |
| Rok  | Tytuł          | DE            | AT           | CH           | Uwagi                                           |
| ---- | -------------- | ------------- | ------------ | ------------ | ----------------------------------------------- |
| 2012 | Karton         | 45 (7 tyg.)   | –            | –            | Premiera: 1 czerwca 2012 Sprzedaż: +100 000     |
| 2014 | Bauch und Kopf | 10 (117 tyg.) | 35 (14 tyg.) | 37 (17 tyg.) | Premiera: 16 maja 2014 Sprzedaż: +400 000       |
| 2016 | TAPE           | 2 (130 tyg.)  | 2 (76 tyg.)  | 7 (85 tyg.)  | Premiera: 3 czerwca 2016 Sprzedaż: +427 000     |
| 2018 | Liebe          | 3 (... tyg.)  | 5 (... tyg.) | 8 (26 tyg.)  | Premiera: 16 listopada 2018 Sprzedaż: +100l 000 |
| 2021 | Musketiere     |               |              |              | Premiera: 13 sierpnia 2021 Sprzedaż:            |

### Single
| Rok  | Tytuł                                 | Najwyższe miejsce | Najwyższe miejsce | Najwyższe miejsce | Album          | Uwagi                 |
| Rok  | Tytuł                                 | DE                | AT                | CH                | Album          | Uwagi                 |
| ---- | ------------------------------------- | ----------------- | ----------------- | ----------------- | -------------- | --------------------- |
| 2012 | „Auf dem Weg”                         | 49                | –                 | –                 | Karton         | –                     |
| 2012 | „Zu dir (weit weg)”                   | 64                | –                 | –                 | Karton         | –                     |
| 2014 | „Au revoir” (z Sido)                  | 2                 | 2                 | 6                 | Bauch und Kopf | Sprzedaż: + 1 045 000 |
| 2014 | „Flash mich”                          | 11                | 10                | –                 | Bauch und Kopf | Sprzedaż: + 300 000   |
| 2015 | „Bauch und Kopf”                      | 15                | 69                | –                 | Bauch und Kopf | Sprzedaż: + 150 000   |
| 2015 | „Stimme” (z Felixem Jaehnem jako EFF) | 1                 | 10                | 26                | I              | Sprzedaż: + 500 000   |
| 2016 | „Wir sind groß”                       | 3                 | 18                | 16                | TAPE           | Sprzedaż: + 445 000   |
| 2016 | „Chöre”                               | 2                 | 2                 | 7                 | TAPE           | Sprzedaż: + 435 000   |
| 2017 | „Sowieso”                             | 22                | 7                 | 23                | TAPE           | Sprzedaż: + 425 000   |
| 2017 | „Kogong”                              | 34                | 7                 | 9                 | TAPE           | Sprzedaż: + 225 000   |
| 2018 | „Like a Lion” (z Gentleman)           | 38                | –                 | 64                | –              | –                     |
| 2018 | „Einmal”                              | 24                | 39                | 56                | Liebe          | Sprzedaż: + 20 000    |
| 2019 | „747”                                 | –                 | –                 | –                 | Liebe          | –                     |
| 2019 | „194 Länder”                          | 13                | 14                | 48                | Liebe          | –                     |
| 2019 | „Wie früher mal Dich”                 | –                 | –                 | –                 | Liebe s/w      | –                     |
| 2020 | „Übermorgen”                          | 7                 | 10                | 18                | –              | Sprzedaż: + 250 000   |
| 2020 | „Bist du okay” (z Vize)               | 11                | 46                | 55                | –              | –                     |
| 2021 | „Ich frag die Maus”                   | 88                | –                 | –                 | –              | –                     |
| 2021 | „Drei Uhr nachts” (z Leą)             | 15                | 32                | 68                | –              | –                     |